# Curmătura, Buzău
Curmătura este un sat ce aparține orașului Nehoiu din județul Buzău, Muntenia, România. Se află în zona de munte, pe valea Buzăului.